# 大島泰郎
大島 泰郎（おおしま たいろう、1935年2月13日 - ）は、日本の生化学者。学位は、理学博士。東京工業大学名誉教授、東京薬科大学名誉教授。

## 人物
東京出身。1958年、東京大学理学部化学科卒業。1963年、同大学院で博士課程修了。東京大学助手、NASA研究員、三菱化成生命科学研究所研究員、東京工業大学教授、東京薬科大学教授などを歴任。日本蛋白質科学会会長も務めた。2005年より共和化工（株）環境微生物研究所所長。ポリアミン学会会長。極限環境生物学会会長。日本Archaea研究会代表。
1968年、伊豆の峰温泉から、好熱菌サーマス・サーモフィルスを分離。その他、好熱菌の発見や研究を行う。
生命の起源や、宇宙生物学に関心があり、一般向けの著書も多数著している。

## 経歴
- 1935年（昭和10年）- 2月13日、東京都台東区上野桜木町出身。
- 1958年（昭和33年） - 東京大学理学部化学科卒業。
- 1963年（昭和38年） - 東京大学大学院生物化学専攻博士課程修了（理学博士）
- 1965年（昭和40年） - 米国留学。
  - アメリカ航空宇宙局（NASA）エイムズ研究センター博士研究員。
- 1967年（昭和42年） - アインシュタイン医科大学博士研究員。
- 1983年（昭和58年） - 三菱化成生命科学研究所主任研究員。
  - 東京工業大学理学部教授。
- 1991年（平成3年） - 東京工業大学生命理工学部学部長。
- 1995年（平成7年） - 東京薬科大学生命科学部教授
  - 東京工業大学生命理工学部名誉教授。
- 1996年（平成8年） - 東京薬科大学生命科学部学部長。
- 2005年（平成17年） - 共和化工株式会社環境微生物学研究所所長
  - 東京薬科大学生命科学部名誉教授。

## 著書

### 単書
- 『極限環境の生き物たち なぜそこに棲んでいるのか』技術評論社 ISBN 9784774150307 （発売日：2012年04月）
- 『共に生きる知恵 微生物・人間・情報ネットそれぞれの世界で』化学同人 ISBN 9784759803488 （発売日：2009年10月）
- 『科学がつくる21世紀のくらし 1』リブリオ出版 ISBN 9784860570835 （発売日：2003年04月）
- 『先端技術と倫理』実教出版 ISBN 9784407024142 （発売日：2002年03月）
- 『地球外生命』講談社 ISBN 9784061494718 （発売日：1999年10月）
- 『火星に生命はいるか 宇宙的視野から考える』岩波書店 ISBN 9784000065603 （発売日：1998年04）
- 『生命は熱水から始まった』東京化学同人 ISBN 9784807912643 （1995年06月01日）
- 『宇宙生物学とET探査』朝日新聞出版 ISBN 9784022607980 （発売日：1994年02月01日）
- 『もしも宇宙人にであったら―知っておきたい生命の不思議』創隆社 ISBN 9784881760741 （発売日：1991年10月01日）
- 『生命科学なるほどゼミナール』日本実業出版社 ISBN 9784534009180 （発売日：1984年02月01日）
- 『宇宙に生命はあるか （ポプラ社の天文シリーズ 17）』ポプラ社 ISBN 9784591011607

### 共著
- 『構造プロテオミクス 蛋白質ネットワークの構造生物学』共立出版 ISBN 9784320056015 （発売日：2003年04月）
- 『ポストシークエンスタンパク質実験法 4』東京化学同人 ISBN 9784807911370 （発売日：2003年03月）
- 『ポストシークエンスタンパク質実験法 3』東京化学同人 ISBN 9784807911363 （発売日：2002年10月）
- 『ポストシークエンスタンパク質実験法 2』東京化学同人 ISBN 9784807911356（発売日：2002年10月）
- 『ポストシークエンスタンパク質実験法 1』東京化学同人 ISBN 9784807911349 （発売日：2002年12月）
- 『生命科学への誘い』東京化学同人 ISBN 9784807912711 （発売日：1998年10月）
- 『岩波ジュニア科学講座』岩波書店 ISBN 9784000106054 （発売日：1994年08月01日）
- 『生化学辞典』東京化学同人 ISBN 9784807906703 （発売日：2007年12月）
- 『生化学辞典』東京化学同人 ISBN 9784807903405 （発売日：1990年11月01日）

## 関連人物
- 原清敬